# Cleo TV
Cleo TV (estilizado como CLEO TV) é um canal de televisão a cabo norte-americano spin-off  da TV One, ambos de propriedade da Urban One. Sua programação é voltada a jovens afro-americanas das gerações X e Y.
O canal passou a receber ampla distribuição como parte de um acordo com o Departamento de Justiça dos Estados Unidos pela aquisição de uma participação majoritária da NBCU pela Comcast em 2011.
Foi lançado oficialmente em 19 de janeiro de 2019, após uma semana de divulgação.